# Chudomir Cove
Die Chudomir Cove (englisch; bulgarisch залив Чудомир saliw Tschudomir) ist eine 3,4 km lange und 4,3 km breite Bucht an der Südostküste der Trinity-Halbinsel an der Spitze der Antarktischen Halbinsel. Sie liegt südlich des Pitt Point und nördlich des Kiten Point.
Deutsche und britische Wissenschaftler nahmen 1996 ihre Kartierung vor. Die bulgarische Kommission für Antarktische Geographische Namen benannte sie 2010 nach dem bulgarischen Schriftsteller Tschudomir (eigentlich Dimitar Christow Tschorbadschijski, 1890–1967).